# Jeanette Björkqvist
Jeanette Björkqvist född 1973 i Borgå, Nyland, är en finlandssvensk journalist och författare. Hon har arbetat som nyhetsreporter på Hufvudstadsbladet i Helsingfors, som medarbetare för Svenska Dagbladet i Helsingfors och sedan 2016 som frilansare. Björkqvist var också mellan 2006-2025 programledare i radioprogrammet Eftersnack tillsammans med Magnus Londen. När programmet lades ner hos Yle Vega sommaren 2025, valde Björkqvist och Londen att fortsätta programmet som podd hos Hufvudstadsbladet under namnet Snacket. Björkqvist har också deltagit i fredagspanelen Jälkiviisaat. År 2010 tilldelades hon EU:s journalistpris och 2011 Midaspriset för sitt reportage "Det oönskade folket", om de östeuropeiska romerna. Våren 2014 hade pjäsen Kvinna till salu, där Björkqvist var en av medförfattarna, premiär på Svenska teatern i Helsingfors. Pjäsen belönades med det finlandssvenska dramatikerpriset 2014. Hösten 2015 belönades Björkqvist med årets Fredrika Runebergs-stipendium och 2017 tilldelades hon Topeliuspriset. Hon valdes till Årets freelancer 2019 . 
År 2020 utkom hennes bok "Hård mot de hårda" (Förlaget) och översatt "Kovat kadut" (WSOY).
Björkqvist var Vegas sommarpratare år 2014.